# ローマ・ノメンターナ駅
ローマ・ノメンターナ駅(Roma Nomentana)はローマのアフリカ地区とモンテ・サクロ地区にある小さな鉄道駅である。駅の地下道でそれら各地区は繋がっている。
さらに北イタリアからの国内区間が通過する最初のFR1の駅であり、ファーラ・サビーナ - フィウミチーノ（市内全域を横切る）区間は、多くの往復輸送に利用されているだけで無く、「レオナルド・ダ・ヴィンチ」空港の駅に接続する。
駅の近く（約200m）に、ノメンターナ街道とゴンダール広場がある。

## 施設
平日の標準的な運行は、15分間隔でフィウミチーノ空港とファーラ・サビーナ行き、30分間隔でポッジョ・ミルテート行き、1時間毎にオルテ行きとなっている。祝祭日では約半分に減る。
- 乗替え用駐車場、約180台分。

座標: 北緯41度55分57秒 東経12度31分25秒 / 北緯41.932566度 東経12.523556度